# Marasa, Sagar
Marasa là một làng thuộc tehsil Sagar, huyện Shimoga, bang Karnataka, Ấn Độ.